# Beit Hanina
 (avril 2019).
Si vous disposez d'ouvrages ou d'articles de référence ou si vous connaissez des sites web de qualité traitant du thème abordé ici, merci de compléter l'article en donnant les références utiles à sa vérifiabilité et en les liant à la section « Notes et références ».
Beit Hanina (arabe : بيت حنينا) est une quartier de Jérusalem-Est. 
Il se trouve sur la route qui mène à Ramallah à huit kilomètres au nord du centre de Jérusalem, à une altitude de 780 mètres. 

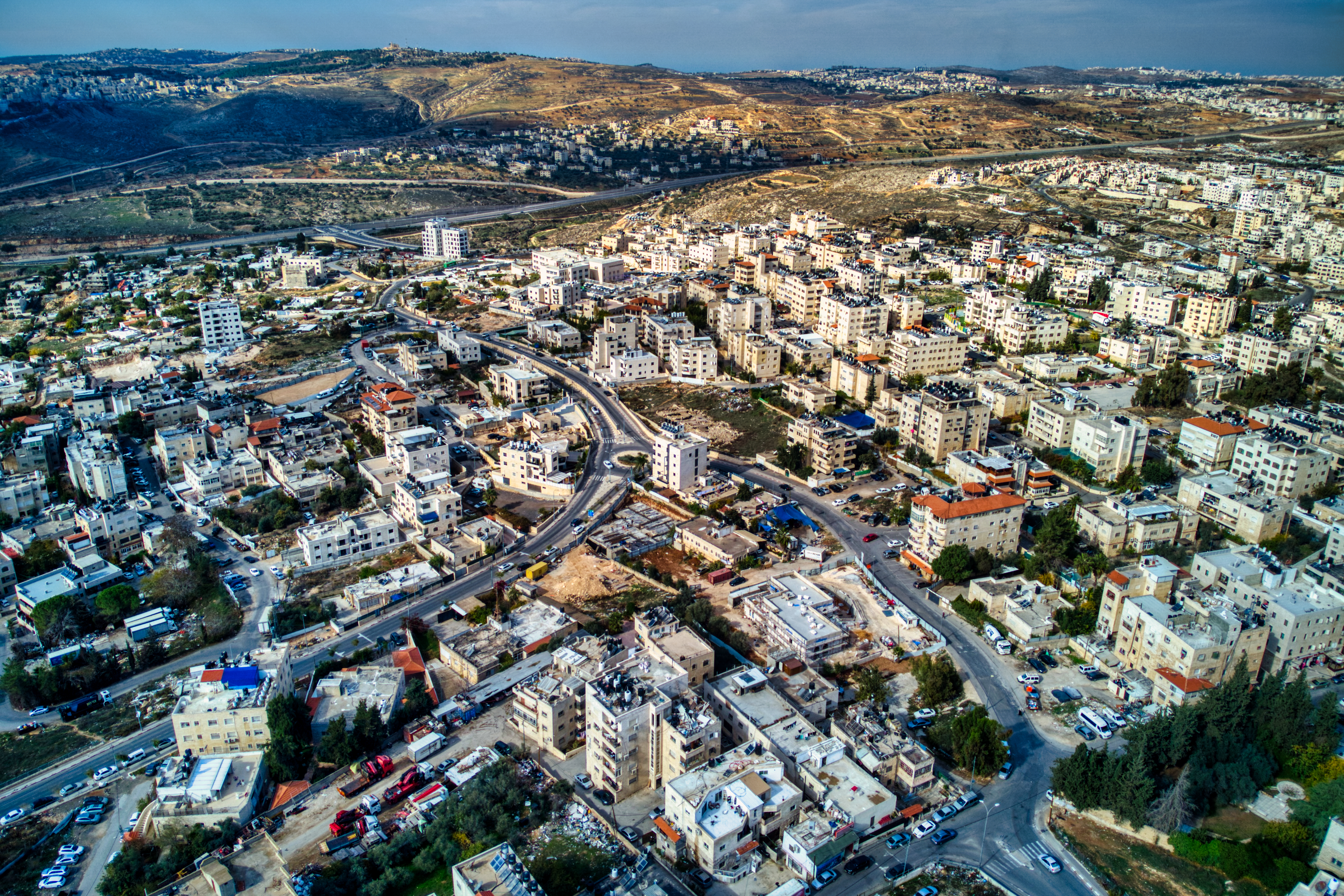
Beit Hanina al-Jadid et derrière Beit Hanina al-Balad, de part et d'autre du mur de séparation israélien.

Le quartier de Beit Hanina est bordé à l'est par Hizma, Shuafat au sud, Beit Iksa à l'ouest et Bir Nabala, al-Jib, Kafr Aqab et ar-Ram au nord.
Bet Hanina est divisé en deux par le mur de séparation israélien. D'un côté se trouve El-Jadida (le nouveau village), qui est situé dans la municipalité de Jérusalem et comprend la grande majorité de la zone bâtie, et de l'autre Al-Balade (le vieux village) qui se trouve en dehors de la municipalité.
La superficie totale de Beit Hanina est de 16,384 acres, dont 2 775 km2 (16,3 km2) sont construits. En 2007, Beit Hanina comptait plus de 27 000 habitants, dont 26 762 habitants de Jérusalem dans le nouveau village et 1 072 habitants sous l'autorité palestinienne.

## Étymologie
Le nom du village signifie qu'il s'agit du domicile d'une personne appelée Hanina, et certains érudits[Qui ?] affirment que Hanina est issue de l'assyrien Han Nina, ce qui signifie « digne de tendresse et de compassion ». Le mot hannah peut également être dérivé du mot « camp ».

## Partition
La barrière de séparation israélienne au nord de Jérusalem divise Beit Hanina en deux parties : le vieux village et le nouveau village.
La colonie d'Atarot a été établie en 1970 au nord, la colonie de Neve Yaakov en 1973 à l'est et la colonie de Ramot en 1973 au sud-ouest. Beit Hanina et sa partie occidentale ont été annexés à la Cisjordanie. Lorsque la barrière de séparation israélienne a été construit en Cisjordanie, l'autre partie, restée en dehors du mur, est devenue une zone disputée entre Palestiniens et Israéliens.

## Histoire
La ville de Beit Hanina remonte à la période cananéenne. L'historien français Victor Guérin estime que la ville de Beit Hanina est la région de Ananya, mentionnée dans l'ancien Testament où habitait la tribu de Benjamin, mais l'Américain William Foxwell Albright s'y est opposé, affirmant qu'Ananiya est le village d'Al-Eizariya à Jérusalem-Est.
Beit Hanina a rejoint les terres du califat islamique en 636 apr. J.-C., sous la direction d'Omar ibn al-Khattâb, après la victoire des musulmans contre les Byzantins, lors de la bataille du Yarmouk. Au début des siècles du règne islamique de Palestine, plusieurs Arabes émigrent à Beit Hanina pour rejoindre ses familles arabes qui y sont déjà. Son économie reposait principalement sur l'agriculture, en particulier la culture de l'olivier, de la figue et d'orge.
En 1099, les armées des croisés s'emparaient de la terre de Jérusalem, y compris Beit Hanina, pour cultiver leurs vergers et leurs champs. Plus tard.Les croisés ont été expulsés. Après cela, Saladin a restauré la ville pour sécuriser la majorité musulmane et pour la protéger de la nouvelle invasion des croisés, Saladin a fait venir de fortes tribus bédouines du désert du Néguev et du nord du Hejaz pour s'installer là.

### Époque du mandat britannique
Lors du recensement des autorités du mandat britannique en 1922, la population de Beit Hanina était estimée à 996 personnes, tous musulmans. Lors du deuxième recensement en 1931, la population avait augmenté pour atteindre environ 1 226 habitants. Ils vivaient dans 317 maisons.
En 1945, la population de Beit Hanina était estimée à 1 590 habitants, tous musulmans. Ils étaient sur une superficie de 14 948 acres à Beit Hanina, selon les statistiques officielles du territoire et de la population, dont 3 072 acres cultivés et irrigués, et environ 4 304 acres utilisés pour la culture de céréales et 219 acres de terres bâties,

### Époque jordanienne
Au cours de la guerre israélo-arabe de 1948, Beit Hanina était contrôlée par les forces jordaniennes, ainsi que par le reste de la Cisjordanie, et Beit Hanina devenait une partie de la Jordanie jusqu'en 1967. Sous l'autorité jordanienne, de nouvelles routes et de nouvelles écoles ont été construites. les immigrants palestiniens- qui ont été touchés par la guerre et ont dû quitter leurs villages d'origine- ont investi dans le développement d'une banlieue moderne, connue à l'époque sous le nom de Ras al-Tariq, située à l'est le long de la route reliant Jérusalem à Ramallah.
En 1961, Beit Hanina comptait 3 067 habitants, dont 332 chrétiens et le reste musulman.

### Au-delà de 1967
Après la guerre de 1967, les zones occupées par Israël de la Cisjordanie, y compris Beit Hanina, et les frontières locales de Jérusalem s'étendent à l'est de Beit Hanina, désormais connue sous le nom de nouveau Beit Hanina, formalisée en 1980 et tracée.
Selon Ibrahim Matar, après 1967, « le premier objectif des planificateurs israéliens en dessinant ces nouvelles frontières était d'étendre la zone tout en réduisant le nombre de la population palestinienne à inclure à Jérusalem-Est ».
Après la deuxième Intifada palestinienne, Beit Hanina a été le théâtre d'affrontements entre les forces de sécurité israéliennes et les factions palestiniennes.
Le 18 avril 2012, la famille Natsheh était expulsée de deux maisons par une décision du tribunal israélien, au motif que la propriété de la terre appartenait aux Juifs. Selon le JNF, la terre a été achetée en 1977 pour un projet de construction composé de 50 appartements sous le nom de Nov Samuel. Alors que la famille maintenait que les documents concernant les terres avaient été truqués et qu'elle possède une partie des terres depuis 1940, le tribunal israélien a rejeté cette affirmation en invoquant le manque de preuves pour le confirmer.
L'Union européenne a condamné l'expulsion par les forces israéliennes et s'est déclarée préoccupée par le projet de construction d'une nouvelle colonie « au centre de ce quartier palestinien » le 27 avril 2012. Environ 150 militants palestiniens et étrangers ont organisé une manifestation qui a par la suite mené à des affrontements avec la police israélienne.
Depuis 2012, les Juifs vivent dans deux maisons à Beit Hanina,.
En 2012, une rue a été nommée d'après la chanteuse égyptienne Oum Kalsoum.

## Éducation
Le Collège de Daawa et ses principes religieux ont été créés à Beit Hanina en 1978. Une branche de l'Université al-Quds est également située dans ce lieu. Les écoles chrétiennes incluent Rosary Sisters et Collège des Frères. En 2012, l'école des filles Beit Hanina, qui dessert les classes 5 à 12, a été rénovée avec un financement du gouvernement japonais.

## Lieux religieux
Il y a quatre mosquées : la mosquée Sultan Ibrahim Ibn Adham, la mosquée Bader, la mosquée du collège religieux et la mosquée du faubourg de l'enseignant.L'Église catholique gère un centre communautaire et l'église Saint-Jacques.

## Transport
La rue principale du quartier, Beit Hanina Road, faisait auparavant partie de la route 60. Dans les années 1990 une nouvelle route a été construite à l'est du quartier. Elle comportait une chaussée à deux voies avec trois voies dans chaque direction, ce qui atténuait les embouteillages. Le tramway de Jérusalem s'arrête à Beit Hanina.
En 2011, le gouvernement a commencé à construire une route reliant les quartiers de Jérusalem-Est, y compris Beit Hanina au centre de Jérusalem-Ouest.

## Population et familles
Selon le recensement de la population et du logement réalisé par l'Agence centrale de statistique en 2007, la population de Beit Hanina était de 966 personnes, dont 496 hommes et 470 femmes.Le nombre des ménages était de 181 familles, le nombre d'unités de logements  était de 409 unités.
Les données du recensement de la population et du logement ont montré que la répartition des groupes d'âge dans le village de Beth Hanina en 2007 était la suivante : 8,37 % dans le groupe d'âge des moins de 15 ans, 1,48 % dans le groupe des 15 à 64 ans et 7,3 %  dans le groupe d'âge 65 ans et plus. Les données ont également montré que le pourcentage des femmes dans le village était de 5 105: 100[Quoi ?], soit 3,51 % chez les hommes et de 7,48 % chez les femmes.
Les habitants de Beit Hanina sont composés de plusieurs familles, dont la famille Abu Hamdeh, la famille Sulaiman, la famille Najjar, la famille Ibdah, la famille Abu Zahariya.

## Personnalités
- Abdul Hameed Shoman, originaire de Beit Hanina, a fondé la Banque arabe. Son fils, Abdul-Majid Shoman a succédé à son père à la présidence de la Banque arabe en 1974. En 2005, le New York Times a rendu compte de la mort d'Abdul-Majid Shoman et a expliqué que « M. Shoman appartenait à une famille palestinienne légitime ». De Beit Hanina, en Cisjordanie, son père, Abdul-Hamid Shoman, a créé la première succursale de la Banque arabe à Jérusalem en 1930. Cette banque était un symbole des aspirations palestiniennes et incitait à créer des institutions financières pour une nouvelle nation[27]. Selon Lawrence Joffe, « souvent Shoman a sauvé la Jordanie d'un désastre fiscal en 2000, il a débloqué des fonds pour soutenir le Dinar jordanien, qui s'était effondré après la mort du roi Hussein »[28].
- Le Premier ministre de l'Autorité palestinienne, Salam Fayyad, vit à Beit Hanina[réf. nécessaire], dans une villa bien gardée du quartier de Beit Hanina, dans la banlieue nord de Jérusalem et son fils cadet est étudiant dans un lycée de la ville[29].
- L'écrivaine et poétesse palestino-américaine Ibtisam Barakat est née à Beit Hanina en 1963.

## Infrastructure et ressources naturelles

### Électricité
Le village de Beit Hanina dispose d’un réseau électrique public depuis 1968. La Société d’électricité de Jérusalem est la principale source d’électricité du village. Le pourcentage d’unités résidentielles raccordées au réseau électrique est de 95%

### Télécommunications
Le village dispose également d'un réseau téléphonique fonctionnant via une division automatisée à l’intérieur du village et environ 50% des unités résidentielles sont connectés au réseau téléphonique.

### Eau
Les habitants de Beit Hanina sont approvisionnés en eau par l’intermédiaire de la Jérusalem Water Authority, via le réseau public d’alimentation en eau depuis 1980, et 100 % des maisons raccordées au village de Beit Hanina en 2009 ont atteint 30 952 m3/an. Ainsi, l’approvisionnement moyen en eau par habitant est estimé à 79 litres par jour.